# Auld Kirk of Ayr

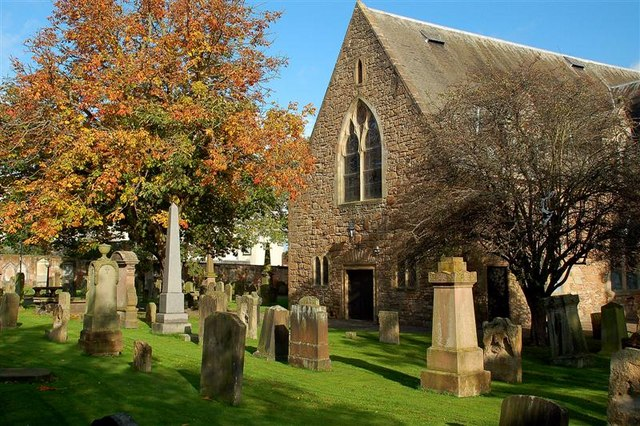
Auld Kirk of Ayr

Die Auld Kirk of Ayr ist ein Kirchengebäude der presbyterianischen Church of Scotland in der schottischen Stadt Ayr in der Council Area South Ayrshire. 1971 wurde das Gebäude in die schottischen Denkmallisten in der höchsten Kategorie A aufgenommen. Die Kirche ist noch als solche in Verwendung. Außerdem ist das zugehörige Torhaus ebenfalls als Kategorie-A-Bauwerk klassifiziert. Ein Denkmalensemble besteht nicht.

## Geschichte
Nachdem Cromwells Truppen die nahegelegene Johanneskirche in Beschlag genommen hatten, wurde ein Neubau notwendig. Die Spendensammlung zur Finanzierung des Kirchenbaus leitete Oberst Alured. Der im Jahre 1652 begonnene Bau nach einem Entwurf von Theophilius Rankeine, auch Theophilus Rankeine, wurde 1654 abgeschlossen. Möglicherweise befindet sich die Auld Kirk of Ayr am Standort eines Franziskanerklosters, das angeblich 1567 säkularisiert wurde. Von diesem Bauwerk sind jedoch heute keine Spuren mehr zu finden.
Die Kirche wurde im Jahre 1836 durch David Bryce überarbeitet. Nach einer umfassenden Renovierung 1864, wurde 1887 das Mobiliar erneuert. Zuletzt 1933 wurde das Gebäude erweitert und schließlich 1952 ein weiteres Mal modernisiert.

## Beschreibung
Die Auld Kirk of Ayr liegt abseits der High Street unweit des Ayrufers im Zentrum von Ayr. Das Gebäude wurde mit Elementen der gotischen Architektur gestaltet. So ist der ursprünglich T-förmige Sandsteinbau mit Spitzbogenfenstern und Maßwerk gearbeitet. Die Bleiglasfenster sind kunstvoll mit christlichen Motiven gestaltet. Das Gebäude schließt mit schiefergedeckten Satteldächern ab.

## Torhaus
Das Torhaus (Lychgate) befindet sich am nordwestlichen Eingang zu dem Friedhofgeländes, inmitten dessen die Kirche liegt. Es wurde im Jahre 1656 errichtet und später mehrfach überarbeitet. Das Bruchsteingebäude besitzt einen quadratischen Grundriss. Es ist mit einem eingefassten elliptischen Bogen gearbeitet. Im Innenraum sind steinerne Bänke in das Mauerwerk eingelassen. Ein zweiflügliges Eisentor versperrt den Eingang. Das schiefergedeckte Dach ist ebenso wie die oberen Fragmente des Mauerwerks neueren Datums.